# منتزعة الكبريت الكسولة
منتزعة الكبريت الكسولة (الاسم العلمي: Desulfovibrio piger) هي نوع من البكتيريا، سلبية الغرام، تتبع جنس منتزعة الكبريت.